# Juan de la Rubia
Juan de la Rubia (Vall d'Uixó, Castelló, 12 de juny de 1982) és un organista, improvisador i professor d'improvisació a l'Escola Superior de Música de Catalunya. Actualment és l'organista titular de la Basílica de la Sagrada Família de Barcelona.

## Biografia
Juan de la Rubia és natural de La Vall d'Uixó. Va començar els estudis musicals amb el seu pare i amb Ricardo Pitarch. Posteriorment, es va formar com a organista, pianista i clavecinista a València i a Barcelona. A la Universität der Künste de Berlín y al Conservatoire National de Toulouse va estudiar orgue i improvisació. Durant la seva formació, va arribar a aconseguir fins a cinc Premis Extraordinaris en diferents especialitat. Entre els seus professors hi ha Óscar Candendo, Wolfgang Seifen, Michel Bouvard i Montserrat Torrent. Ha rebut classes magistrals de Daniel Roth, Wolfgang Zerer, Olivier Latry, Bernhard Haas, Enrico Viccardi, i Ton Koopman.
Actualment, és professor de l'Escola Superior de Música de Catalunya (des de 2005) i organista de la Basílica de la Sagrada Familia de Barcelona. A més, té una intensa activitat com a concertista dins i fora d'Espanya. Ha enregistrat vuit discos, entre els quals hi ha el titulat Bach -enregistrat al Monestir de Poblet- i un dedicat a Antonio de Cabezón, enregistrat a L'Auditori de Barcelona amb el claviorgue Hauslaib del Museu de la Música de Barcelona.
La premsa ha dit d'ell: “Pura emoció (...) Qui esperés sentir un organista de qualitat, un jove amb virtuosisme exuberant –no hi ha cap contradicció en això– i amb gran precisió, traient tot el profit dels registres de l'orgue, era en bones mans”.
La seva activitat com a solista es va iniciar després d'obtenir el Primer Premi Nacional d'Orgue al Concurs Permanent de Juventudes Musicales de España. Ha guanyat també els premis Andrés Segovia-J.M. Ruiz Morales (Santiago de Compostela), Premio Euterpe (Valencia), Primer Premio de la Real Academia de Bellas Artes de Granada i el premi El Primer Palau del Palau de la Música Catalana. En 2012 va ser nomenat membre de la Reial Acadèmia Catalana de Belles Arts de Sant Jordi.
De la Rubia destaca por les seves interpretacions de Johann Sebastian Bach, les seves improvisacions a l'estil Barroc, les grans obres del repertori romàntic i del segle xx, i transcripcions per a orgue d'obres simfòniques i operístiques. També ha estrenat obres de compositors actuals. El darrer any ha actuat –a més d'Espanya– a Alemanya, Àustria, Itàlia, Perú, Rússia i Polònia, entre altres països.